# (Can’t Get My) Head Around You
(Can’t Get My) Head Around You to piosenka gatunku punk rock nagrana przez zespół The Offspring. Jest szóstym utworem na siódmym albumie studyjnym Splinter wydanym w roku 2003. Piosenka pojawia się również jako czternasty utwór na Greatest Hits.

## Teledysk
Teledysk został wydany na rzecz singla. Teledysk pokazuje muzyków w kopule oświetlonej przez lampy fluorescencyjne, i został nakręcony z ponad 600 kamer, dzięki temu po połączeniu wszystkich części teledysku miał wysoką jakość i najlepsze parametry.
Jest to pierwszy teledysk, gdzie na perkusji gra Adam „Atom” Wilard.

## Teledysk na DVD
Teledysk pojawia się również na Complete Music Video DVD, który został wydany w 2005 roku.

## Lista utworów
| 1. | „(Can’t Get My) Head Around You”                | 2:14  |
|    |                                                 |       |
| 2. | „Gotta Get Away (Live)”                         | 3:46  |
|    |                                                 |       |
| 3. | „Come Out and Play (Live)”                      | 3:10  |
|    |                                                 |       |
| 4. | „The Kids Aren’t Alright (BBC Radio 1 Session)” | 4:16  |
|    |                                                 |       |
|    |                                                 | 13:26 |
|    |                                                 |       |